# Asien-Meisterschaften im Bahnradsport 2022
Die Asien-Meisterschaften im Bahnradsport 2022 fanden vom 18. bis 22. Juni 2022 im Indira Gandhi Sports Komplex in der indischen Hauptstadt Neu-Delhi statt. Veranstalter war die Asian Cycling Confederation (ACC).
Die Meisterschaften waren der erste Schritt auf dem Weg zur Qualifikation für die Olympischen Spiele 2024 in Paris. Gleichzeitig fanden Junioren- und Para-Meisterschaften statt, die im Februar 2022 hätten stattfinden sollen, wegen der COVID-19-Pandemie jedoch verschoben worden waren. Ursprünglich sollten rund 500 Radsportler aus 20 Ländern an der Veranstaltung in Neu-Delhi teilnehmen, doch nach mehreren Absagen traten Radsportler aus Indien, Pakistan, Bangladesch, Indonesien, Iran, Japan, Kasachstan, Korea, Laos, Malaysia, Singapur, Thailand, Turkmenistan, den Vereinigten Arabischen Emiraten und Usbekistan an.

## Resultate

### Frauen

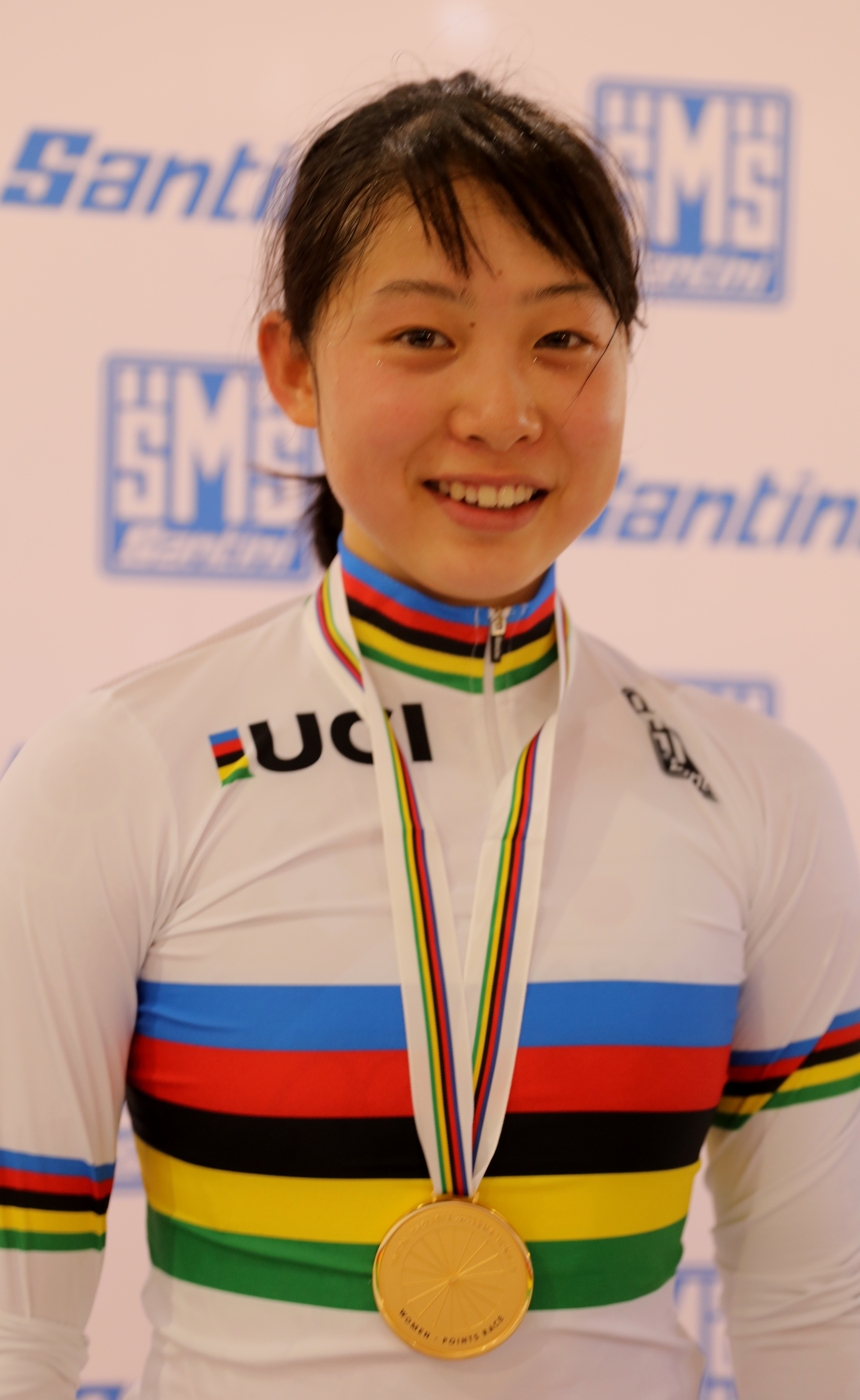
Tsuyaka Uchino (hier als Junioren-Weltmeisterin 2019) errang drei Titel als Asienmeisterin

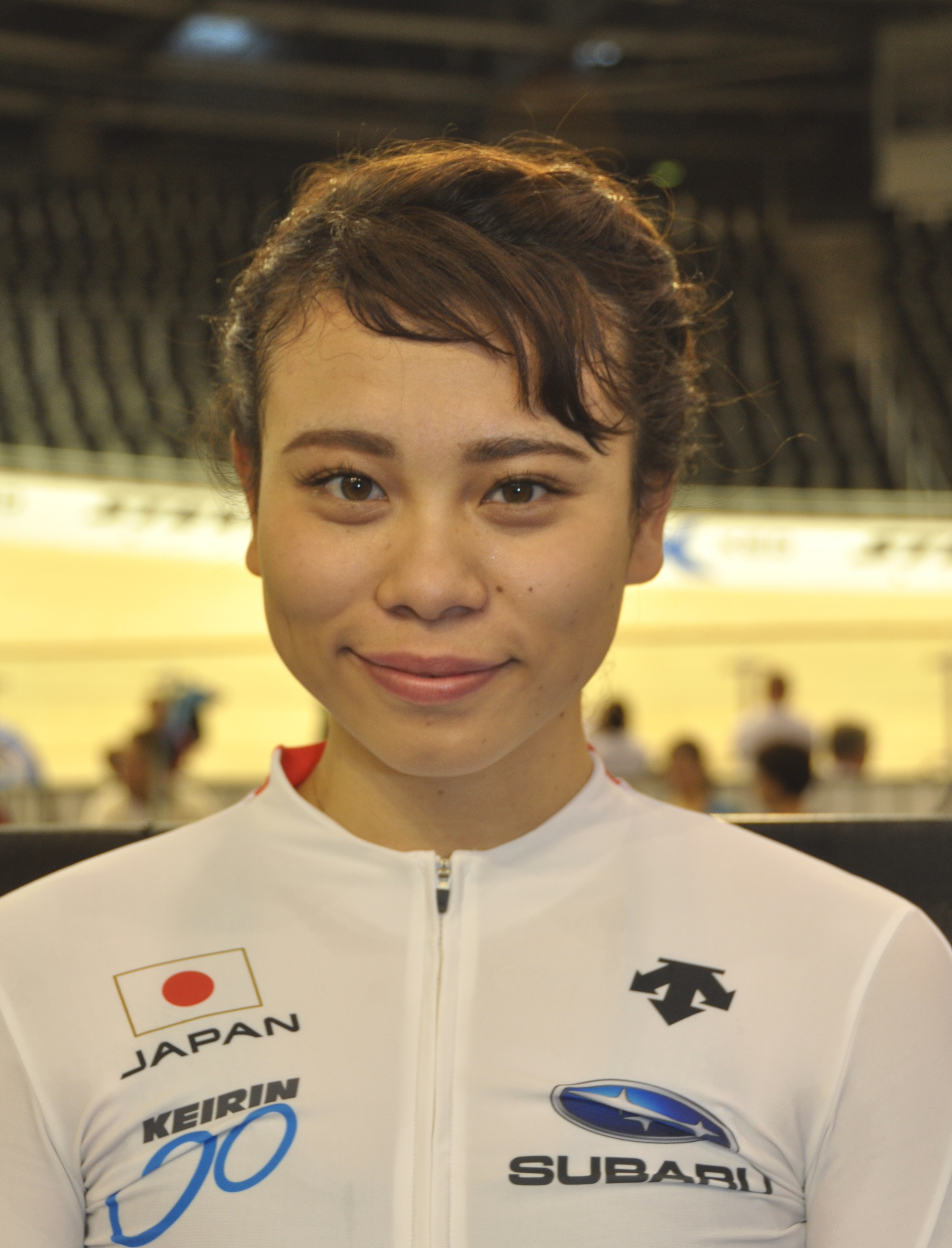
Riyu Ohta wurde Asienmeisterin im Sprint

| Disziplin                | Platz | Land       | Athlet                                                                               |
| ------------------------ | ----- | ---------- | ------------------------------------------------------------------------------------ |
| Sprint                   | 1     | Japan      | Riyu Ohta                                                                            |
|                          | 2     | Japan      | Yūka Kobayashi                                                                       |
|                          | 3     | Südkorea   | Sunyoung Cho                                                                         |
| Keirin                   | 1     | Japan      | Mina Satō                                                                            |
|                          | 2     | Südkorea   | Park Ji-hae                                                                          |
|                          | 3     | Malaysia   | Nurul Izzah Izzati Mohd Asri                                                         |
| Teamsprint               | 1     | Südkorea   | Cho Sun-young Park Ji-hae Hwang Hyeon-seo                                            |
|                          | 2     | Japan      | Riyu Ohta Yūka Kobayashi Mina Satō                                                   |
|                          | 3     | Indien     | Triyasha Paul Shushikala Agashe Mayuri Dhanraj Lute                                  |
| Zeitfahren (500 m)       | 1     | Malaysia   | Nurul Izzah Izzati Mohd Asri                                                         |
|                          | 2     | Südkorea   | Kim Bo-mi                                                                            |
|                          | 3     | Indien     | Mayuri Dhanraj Lute                                                                  |
| Einerverfolgung          | 1     | Südkorea   | Lee Ju-mi                                                                            |
|                          | 2     | Japan      | Kie Furuyama                                                                         |
|                          | 3     | Usbekistan | Yanina Kuskova                                                                       |
| Mannschaftsverfolgung    | 1     | Südkorea   | Lee Ju-mi Shin Ji-eun Kim You-ri Na Ah-reum Kang Hyun-kyung                          |
|                          | 2     | Kasachstan | Marina Kuzmina Svetlana Pachshenko Rinata Sultanowa Anzhela Solovyeva Faina Potapova |
|                          | 3     | Indien     | Swasti Singh Chayanika Gogoi Meenakshi Monika Jat Rejiye Devi                        |
| Scratch                  | 1     | Südkorea   | Kim You-ri                                                                           |
|                          | 2     | Japan      | Kie Furuyama                                                                         |
|                          | 3     | Indien     | Chayanika Gogoi                                                                      |
| Punktefahren             | 1     | Japan      | Tsuyaka Uchino                                                                       |
|                          | 2     | Südkorea   | Kang Hyun-kyung                                                                      |
|                          | 3     | Usbekistan | Yanina Kuskova                                                                       |
| Omnium                   | 1     | Japan      | Tsuyaka Uchino                                                                       |
|                          | 2     | Indonesien | Ayustina Delia Priatna                                                               |
|                          | 3     | Kasachstan | Rinata Sultanowa                                                                     |
| Zweier-Mannschaftsfahren | 1     | Japan      | Kie Furuyama Tsuyaka Uchino                                                          |
|                          | 2     | Südkorea   | Kim You-ri Na Ah-reum                                                                |
|                          | 3     | Usbekistan | Nafosat Koziewa Yanina Kuskova                                                       |

### Männer

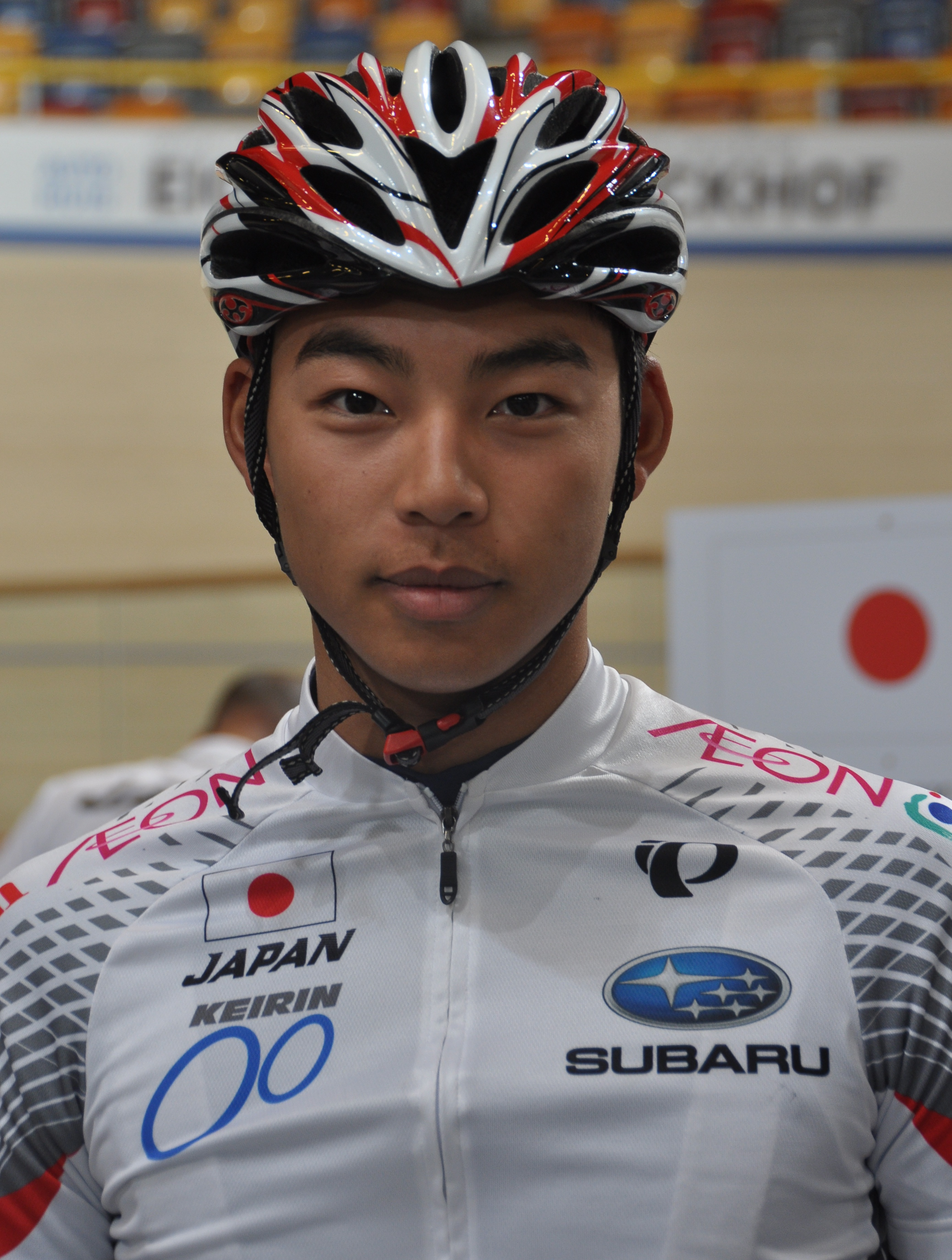
Shunsuke Imamura (hier 2016) wurde kontinentaler Meister in Omnium,
Zweier-Mannschaftsfahren und Mannschaftsverfolgung

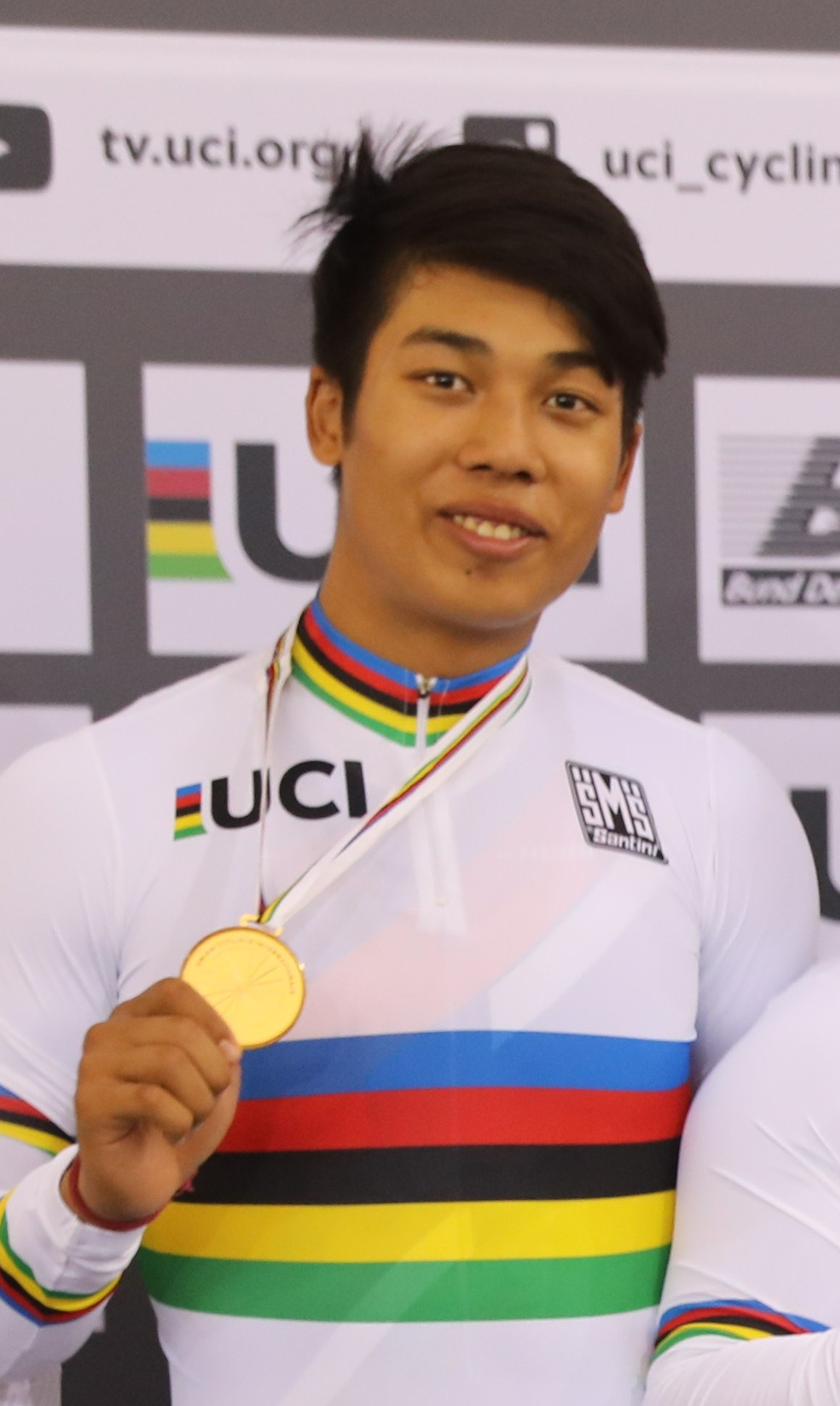
Ronaldo Laitonjam (hier 2019) gewann die erste Silbermedaille bei Asienmeisterschaften für Indien in der Geschichte des Radsports

| Disziplin             | Platz | Land                         | Athlet                                                                        |
| --------------------- | ----- | ---------------------------- | ----------------------------------------------------------------------------- |
| Sprint                | 1     | Japan                        | Kento Yamasaki                                                                |
|                       | 2     | Indien                       | Ronaldo Laitonjam                                                             |
|                       | 3     | Kasachstan                   | Andrei Tschugai                                                               |
| Keirin                | 1     | Japan                        | Kohei Terasaki                                                                |
|                       | 2     | Malaysia                     | Shah Firdaus Sahrom                                                           |
|                       | 3     | Kasachstan                   | Sergei Ponomarjow                                                             |
| Teamsprint            | 1     | Japan                        | Yuta Obara Kaiya Ōta Yoshitaku Nagasako Kohei Terasaki                        |
|                       | 2     | Malaysia                     | Muhammad Fadhil Mohd Zonis Shah Firdaus Sahrom Ridwan Sahrom                  |
|                       | 3     | Indien                       | David Beckham Ronaldo Laitonjam Rojit Singh Yanglem Esow Alban                |
| Zeitfahren (1 km)     | 1     | Japan                        | Yuta Obara                                                                    |
|                       | 2     | Malaysia                     | Muhammad Fadhil Mohd Zonis                                                    |
|                       | 3     | Indien                       | Ronaldo Laitonjam                                                             |
| Einerverfolgung       | 1     | Japan                        | Shoi Matsuda                                                                  |
|                       | 2     | Südkorea                     | Sanghoon Park                                                                 |
|                       | 3     | Indien                       | Vishavjeet Singh                                                              |
| Mannschaftsverfolgung | 1     | Japan                        | Shoi Matsuda Kazushige Kuboki Shunsuke Imamura Naoki Kojima Eiya Hashimoto    |
|                       | 2     | Südkorea                     | Park Sang-hoon Min Kyeong-ho Shin Dong-in Jang Hun                            |
|                       | 3     | Indien                       | Vishwajit Singh Dinesh Kumar Venkappa Kengalgutti Anantha Narayan Naman Kapil |
| Scratch               | 1     | Japan                        | Eiya Hashimoto                                                                |
|                       | 2     | Indonesien                   | Terry Yudha Kusuma                                                            |
|                       | 3     | Iran                         | Mohammad Ganjkhanloo                                                          |
| Punktefahren          | 1     | Vereinigte Arabische Emirate | Yousef Mirza                                                                  |
|                       | 2     | Südkorea                     | Kim Eu-ro                                                                     |
|                       | 3     | Japan                        | Naoki Kojima                                                                  |
| Omnium                | 1     | Japan                        | Shunsuke Imamura                                                              |
|                       | 2     | Kasachstan                   | Artjom Sacharow                                                               |
|                       | 3     | Iran                         | Mohammad Ganjkhanloo                                                          |
| Madison               | 1     | Japan                        | Shunsuke Imamura Kazushige Kuboki                                             |
|                       | 2     | Südkorea                     | Park Sang-hoon Min Kyeong-ho                                                  |
|                       | 3     | Kasachstan                   | Artjom Sacharow Alisher Zhumakan                                              |

## Medaillenspiegel
| Platz | Land                         | Gold | Silber | Bronze | Gesamt |
| ----- | ---------------------------- | ---- | ------ | ------ | ------ |
| 1     | Japan                        | 14   | 4      | 1      | 19     |
| 2     | Südkorea                     | 4    | 8      | 1      | 13     |
| 3     | Malaysia                     | 1    | 3      | 1      | 5      |
| 4     | Vereinigte Arabische Emirate | 1    | 0      | 0      | 1      |
| 5     | Kasachstan                   | 0    | 2      | 4      | 6      |
| 6     | Indonesien                   | 0    | 2      | 0      | 2      |
| 7     | Indien                       | 0    | 1      | 8      | 9      |
| 8     | Usbekistan                   | 0    | 0      | 3      | 3      |
| 9     | Iran                         | 0    | 0      | 2      | 2      |
| Total | Total                        | 20   | 20     | 20     | 60     |